# Увјет
Не мешати са хрватском речју за услов.
Увјет је облик свјетковања посвећен земљорадњи у Босни.
Увјет је један дан у седмици, од Васкрса до Духова, ког се мјештани села суздржавају од земљорадње, као облик приношења жртве за заштиту првенствено од временских неприлика, као што је град. Дан увјета се разликује од села до села. Везан је за земљу, што значи да (хипотетички) земљорадник који има њиве у два одвојена села поштује два различита увјета за сваку њиву.
Увјет је битан за цијелу заједницу, а не само за појединца, тако да заједница на непоштовања увјета гледа неблагонаклоно.